# 김혜수
김혜수(한국 한자: 金憓秀, 1970년 9월 5일 ~ )는 대한민국의 배우이다.

## 학력
- 서울미동국민학교 (졸업)
- 덕성여자중학교 (졸업)
- 배화여자고등학교 (졸업)
- 동국대학교 연극학과 89학번 (졸업)
- 성균관대학교 언론대학원 문화콘텐츠학과 (졸업)

## 생애 및 경력
김혜수는 1970년 9월 5일 부산직할시 동래구 온천동에서 아버지와 어머니 김현숙 사이에서 태어났다. 3남 2녀 중 둘째이며, 유년시절 서울특별시 서대문구로 이사를 가면서 서울미동초등학교와 덕성여자중학교와 배화여자고등학교를 거쳐 동국대학교 연극영상학과 졸업 후 성균관대학교 언론대학원 문화콘텐츠학과를 졸업하였다. 
그녀의 동생인 김동현과 김동희도 배우로 활동하고 있다.
1986년 영화 《깜보》로 스크린에 정식 데뷔했다. 1986년 11월 고 강신재 작가의 단편소설을 드라마로서 각색한 TV문학관 젊은 느티나무에서 엄마 경애(태현실)와 새아버지 '무슈 리'(김세윤)의 재혼으로 만난 오빠 현규(이효정)를 사랑하는 윤숙희 역을 맡았다. 오빠 현규와 함께 테니스를 치고, 오빠친구 지수(정보석), 현규와 함께 자전거와 모터사이클을 즐기는 등 시대를 앞서는 서구적인 배경과 젊은 남녀의 푸릇푸릇한 사랑을 연기하였다.
1987년 《사모곡》에서 보옥 역을 맡아 눈물연기로 시청자들을 사로잡았다.
1980년대 중후반에는 채시라, 하희라, 이미연 등과 하이틴 스타로 인기를 끌었으며, 1990년대에는 텔레비전의 드라마, 영화, 진행자 등으로 다방면에서는 많은 사랑을 받으며, 활동하였으며, 2000년대에는 영화로 제2의 전성기를 맞았다. 연기 변신을 두려워하지 않는 배우로 현재까지 톱배우로서 왕성하게 활동하고 있으며 원래 본명은 김정임이었다가 김혜진을 거쳐 현재 이름으로 개명했다.

### 유행어
"엣지 있게 ~"— 드라마, 《스타일》에서...

"나 이대 나온 여자야 ~"— 영화, 《타짜》에서...

"잊혀지지 않는게 제일 힘든거야~"— 드라마, 《시그널》에서...

## 필모그래피

### 영화
- 1986년 영화 《깜보》 ... 나영 역
- 1986년 영화 《수렁에서 건진 내 딸 2》 ... 유리 역
- 1988년 영화 《그 마지막 겨울》 ... 영애 역
- 1988년 영화 《어른들은 몰라요》 ... 유라 역
- 1990년 영화 《오세암》 ... 안젤라 수녀 역
- 1991년 영화 《잃어버린 너》 ... 김윤희 역
- 1993년 영화 《첫사랑》 ... 박영신 역
- 1994년 영화 《나는 소망한다 내게 금지된 것을》 ... (특별출연) 역
- 1994년 영화 《블루시걸》 ... 채린 목소리 역
- 1994년 영화 《연애는 프로, 결혼은 아마추어》
- 1994년 영화 《헐리우드 키드의 생애》 ... (특별출연) 역
- 1995년 영화 《영원한 제국》 ... 윤상아 역
- 1995년 영화 《남자는 괴로워》 ... 김혜수 역
- 1995년 영화 《닥터 봉》 ... 황여진 역
- 1996년 영화 《체인지》 ... 지하철의 여자 역 (우정출연)
- 1997년 영화 《미스터 콘돔》 ... 성희 역
- 1998년 영화 《찜》 ... 채영 역
- 1998년 영화 《투 타이어드 투 다이》 ... 아눅 역
- 1999년 영화 《닥터 K》 ... 표지수 역
- 2001년 영화 《신라의 달밤》 ... 민주란 역
- 2002년 영화 《쓰리》 ... 아내 역
- 2002년 영화 《YMCA 야구단》 ... 민정림 역
- 2004년 영화 《얼굴 없는 미녀》 ... 지수 역
- 2005년 영화 《분홍신》 ... 선재 역
- 2006년 영화 《타짜》 ... 정 마담 역
- 2007년 영화 《바람 피기 좋은 날》 ... 이슬 역
- 2007년 영화 《열한번째 엄마》 ... 여자 역
- 2007년 영화 《좋지 아니한가》 ... 이모 오미경 역
- 2008년 영화 《모던 보이》 ... 조난실 역
- 2008년 영화 《용서, 그 먼 길 끝에 당신이 있습니까》 ... 내레이션 역
- 2010년 영화 《이층의 악당》 ... 연주 역
- 2012년 영화 《도둑들》 ... 펩시 역
- 2012년 영화 《도둑들 영화를 만들다》
- 2013년 영화 《관상》 ... 연홍 역
- 2015년 영화 《차이나타운》 ... 엄마 역
- 2016년 영화 《굿바이 싱글》 ... 고주연 역
- 2017년 영화 《미옥》 ... 나현정 역
- 2018년 영화 《국가부도의 날》 ... 한시현 역
- 2020년 영화 《내가 죽던 날》 ... 김현수 역
- 2023년 영화 《밀수》 ... 조춘자 역
- TBA 영화 《귀환》

### 드라마 / 시트콤
| 연도      | 방송사  | 제목                                        | 역할            | 비고                         |
| --------- | ------- | ------------------------------------------- | --------------- | ---------------------------- |
| 1986      | MBC     | 베스트셀러극장 - 인형의 교실                | 오혜숙          | 단막극                       |
| 1986      | KBS1    | TV문학관 - 젊은 느티나무                    | 윤숙희          | 단막극                       |
| 1988      | KBS2    | 88올림픽 특집극 - 춘향전                    | 성춘향          | 단막극                       |
| 1987      | KBS2    | 사모곡                                      | 보옥            |                              |
| 1988      | KBS2    | 순심이                                      | 순심이          | 52부작                       |
| 1989      | KBS1    | 세노야                                      | 강정애          |                              |
| 1990      | MBC     | 한지붕 세가족 시즌2                         | 혜숙            | [ 5 ]                        |
| 1990      | KBS2    | 지워진 여자                                 | 정수민          | 8부작                        |
| 1990      | MBC     | 재미있는 세상                               | 서병숙          | 16부작                       |
| 1990      | KBS2    | 꽃 피고 새 울면                             | 미경            | 44부작                       |
| 1991      | KBS2    | 드라마게임 - 나의 이브                      | 강유미          | 단막극                       |
| 1991      | MBC     | 베스트극장 - 한여름 밤의 꿈                 | 최미혜          | 단막극                       |
| 1991      | MBC     | 베스트극장 - 이웃집 은이                    | 유정            | 단막극                       |
| 1991      | MBC     | 추석 특집극 - 고수                          | 오정희          | 단막극                       |
| 1991      | MBC     | 장미빛 인생                                 | 채정서          | 16부작                       |
| 1992      | MBC     | 신년 특집극 - 천사는 말괄량이               | 천사            | 단막극                       |
| 1992      | MBC     | 베스트극장 - 누군가를 사랑하려는 이유       | 강주            | 단막극                       |
| 1992      | MBC     | 마포 무지개                                 | 박영미          | 34부작                       |
| 1993      | MBC     | 파일럿                                      | 이지원          | 16부작                       |
| 1993      | MBC     | 여자의 남자                                 | 김은영          | 16부작                       |
| 1994      | SBS     | 도깨비가 간다                               | 최인영          | 16부작                       |
| 1994      | MBC     | 베스트극장 - 적과 친구, 48시간              | 새안댁          | 단막극                       |
| 1994      | MBC     | 창사특집극 - 눈먼 새의 노래                 | 석경숙          | 단막극(2부작)                |
| 1994-1997 | MBC     | 짝                                          | 차해순          | 163부작                      |
| 1995      | KBS2    | 드라마게임 - 신들의 황혼                    |                 | 단막극                       |
| 1995      | MBC     | 연애의 기초                                 | 이일영          | 16부작                       |
| 1995      | MBC     | 사랑과 결혼                                 | 서예희          | 48부작                       |
| 1996      | SBS     | 설 특집극 - 곰탕                            | 순녀            | 단막극                       |
| 1996      | MBC     | 사과꽃 향기                                 | 서경주          | 44부작                       |
| 1997      | SBS     | 창사 특집극 - 새끼                          | 선주            | 단막극                       |
| 1997      | SBS     | 미스&미스터                                 |                 | 시트콤, 10회 출연후 중도하차 |
| 1997      | MBC     | 복수혈전                                    | 정미경          | 16부작                       |
| 1998      | MBC     | 베스트극장 - 도시에서의 사랑                |                 | 단막극, 특별출연             |
| 1998      | MBC     | 베스트극장 - 지하철 치한에 관한 보고서      | 정수            | 단막극                       |
| 1998      | MBC     | 베스트극장 - 적들의 사회                    | 윤지연          | 단막극                       |
| 1998      | MBC     | 베스트극장 - 영화처럼 청혼하는 세 가지 방법 | 정아            | 단막극                       |
| 1998      | SBS     | 삼김시대                                    | 김예리          | 24부작                       |
| 1998      | SBS     | 순풍산부인과                                |                 | 시트콤, 특별출연             |
| 1999      | MBC     | 우리가 정말 사랑했을까                      | 이신형          | 44부작                       |
| 1999      | MBC     | 국희                                        | 민국희          | 20부작                       |
| 2000      | MBC     | 황금시대                                    | 김희경          | 18부작                       |
| 2001      | MBC     | 베스트극장 - 사랑하는 혜수 언니             | 본인            | 단막극, 특별출연             |
| 2002-2003 | KBS2    | 장희빈                                      | 장희빈          | 100부작                      |
| 2004      | MBC     | 한강수타령                                  | 윤가영          | 51부작                       |
| 2009      | SBS     | 스타일                                      | 박 기자         | 16부작                       |
| 2010      | MBC     | 즐거운 나의 집                              | 김진서          | 16부작                       |
| 2013      | KBS2    | 직장의 신                                   | 미스 김         | 16부작                       |
| 2016      | tvN     | 시그널                                      | 차수현          | 16부작                       |
| 2017      | SBS     | 낭만닥터 김사부                             | 이영조          | 20화, 특별판 특별출연        |
| 2020      | SBS     | 하이에나                                    | 정금자 / 정은영 | 16부작                       |
| 2022      | Netflix | 소년심판                                    | 심은석          | 10부작                       |
| 2022      | tvN     | 슈룹                                        | 임화령          | 16부작                       |
| 2023      | SBS     | 낭만닥터 김사부 3                           | 이영조          | 사진으로 출연                |
| 2025      | Disney+ | 트리거                                      | 오소룡          | 12부작                       |
| 2026      | tvN     | 두 번째 시그널                              | 차수현          |                              |

### 연극
| 연도 | 제목          | 역할 | 비고 |
| ---- | ------------- | ---- | ---- |
| 1998 | 신의 아그네스 |      |      |

### 연출
| 연도 | 제목     | 역할   | 비고      |
| ---- | -------- | ------ | --------- |
| 1992 | 가변차선 | 조감독 | 단편 영화 |

### 텔레비전 프로그램
| 연도       | 방송사    | 제목                                           | 역할   | 비고                 |
| ---------- | --------- | ---------------------------------------------- | ------ | -------------------- |
| 1989       | KBS2      | 올스타데이트                                   | 게스트 |                      |
| 1989       | KBS2      | 100세 퀴즈쇼                                   | 게스트 |                      |
| 1990       | KBS2      | 가족오락관                                     | 게스트 |                      |
| 1991       | MBC       | 우정의 무대                                    | 게스트 |                      |
| 1991       | KBS2      | 새해맞이 스타 총출동                           | 게스트 |                      |
| 1992       | KBS2      | 오늘 같은 밤                                   | 게스트 |                      |
| 1992       | MBC       | 즐거운 세상                                    | 게스트 |                      |
| 1992       | MBC       | 특종 TV연예                                    | 게스트 |                      |
| 1993       | MBC       | 창사 32주년 특집 - 뛰면서 바꾼다 바꾸면서 뛴다 | 게스트 |                      |
| 1993       | MBC       | 이야기쇼 만남                                  | 게스트 |                      |
| 1993       | MBC       | 지금은 특집 방송중                             | 게스트 |                      |
| 1993- 1997 | MBC       | 청룡영화상                                     | MC     | [ 7 ]                |
| 1993-1995  | MBC       | 토요일 토요일은 즐거워                         | MC     |                      |
| 1994       | MBC       | 94사랑의 이름으로                              | 게스트 |                      |
| 1994       | MBC       | 이벤트 만남                                    | 게스트 |                      |
| 1994       | KBS2      | 웃음출발                                       | 게스트 |                      |
| 1994       | MBC       | 일요일 일요일 밤에                             | 게스트 |                      |
| 1995       | KBS2      | 지구촌 영상음악                                | 게스트 |                      |
| 1995       | KBS2      | 톱스타 인생극장                                | 게스트 |                      |
| 1995       | KBS2      | 연예가 중계 - 스타초대석                       | 게스트 |                      |
| 1996       | KBS2      | 96 출동 TV 산타                                | 게스트 |                      |
| 1996       | KBS2      | 이문세쇼                                       | 게스트 |                      |
| 1996       | KBS2      | KBS빅쇼                                        | 게스트 |                      |
| 1997       | KBS2      | TV데이트                                       | 게스트 |                      |
| 1998       | KBS2      | 웰컴 투 코리아 - 미소가 아름다운 나라          | 게스트 |                      |
| 1998       | KBS2      | 연예가 중계 - 스타초대석                       | 게스트 |                      |
| 1998       | KBS2      | 파워인터뷰                                     | 게스트 |                      |
| 1998       | KBS2      | TV는 사랑을 싣고                               | 게스트 |                      |
| 1998-2000  | SBS       | 김혜수 플러스 유                               | MC     |                      |
| 1999       | KBS2      | 연예가 중계 - 스타초대석                       | 게스트 |                      |
| 1999       | SBS       | 대종상                                         | MC     |                      |
| 1999       | MBC       | 21세기 위원회                                  | 게스트 |                      |
| 1999-2010  | MBC，KBS2 | 청룡영화상                                     | MC     |                      |
| 2010       | MBC       | 김혜수의 W                                     | MC     |                      |
| 2011-2021  | SBS       | 청룡영화상                                     | MC     | [ 10 ]               |
| 2016       | SBS       | 잘 먹고 잘사는 법, 식사하셨어요?               | 게스트 | 109~110회, 135~136회 |
| 2021       | KBS1      | 한국인의 밥상                                  | 게스트 | 494~495회            |
| 2021-2023  | KBS2      | 청룡영화상                                     | MC     | [ 12 ]               |
| 2022       | tvN       | 어쩌다 사장2                                   | 게스트 | 11회~13회            |

### 광고(CF)
| 연도          | 광고명 |
| ------------- | --- |
| 1985년        | - 한국네슬레 - 마일로 - 롯데제과 - 롯데 팥콘 - 롯데제과 - 롯데 스파우트 껌 - 아모레퍼시픽 - 프로틴샴푸 - 롯데우유 - LS네트웍스 - 프로스펙스 비비화 |
| 1985년~1987년 | - 허쉬 초코릿 |
| 1985년~1988년 | - 해태제과식품 - 베스트원 - 해태제과식품 - 부라보콘 - 해태제과식품 - 점보 부라보콘 - 해태제과식품 - 바밤바 - 해태제과식품 - 호박바 - 해태제과식품 - 에이스 크래커 - 해태제과식품 - 마스코트 - 해태제과식품 - 매치매치바 - 해태제과식품 - 해태껌 - 해태제과식품 - 누가바 - 해태제과식품 - 폴라포 - 해태제과식품 - 이베향 캔디 - 해태제과식품 - 노노쿨 캔디 - 해태제과식품 - 자두맛 캔디 - 해태제과식품 - 틴틴 크래커 - 해태제과식품 - 티피 초코볼 - 해태제과식품 - 콘스낵 |
| 1988년        | - 피어리스화장품 - 셀네추럴 |
| 1990년        | - 옥시레킷벤키저 - 옥시크린 - 옥시레킷벤키저 - 물먹는 하마 - 옥시레킷벤키저 - 쏠로 - 동아오츠카 - 포카리스웨트 - 롯데백화점 - 존슨 앤드 존슨 - 존슨즈베이비바스 - 사조대림 - 대림선어묵 |
| 1991년        | - 옥시레킷벤키저 - 키친러브 - 동원F&B - 덴마크요구르트 - 퀸센스 - 세신실업 |
| 1992년        | - 옥시레킷벤키저 - 열내는 하마 - 옥시레킷벤키저 - 냄새먹는 하마 - 옥시레킷벤키저 - 아빠손 - GM대우 - 티코 - 해태제과식품 - 썬키스트껌 |
| 1993년        | - 롯데제과 - 롯데껌 - 현대약품 - 미에로화이바 - LG전자 - 더블VTR - LG전자 - 싱싱냉장고김장독 - LG전자 - LG아트비전 - LG전자 - 카오스세탁기팡팡 - 롯데푸드 - 구구 - 삼익가구 - 메리노스 |
| 1994년        | - 옥시레킷벤키저 - 파워크린 - 신한카드 - 로제화장품 |
| 1995년        | - 광동제약 - 썬키스트 훼미리쥬스 - 그랜드백화점 - 송원백화점 - 크라운베이커리 - 농심 - 생생면 - 농심 - 포테토칩 - 농심 - 생생우동 |
| 1996년        | - LG그룹 기업광고 - 옥시레킷벤키저 - 하마로이드 - LG전자 - LG프리웨이 - 동아백화점 - 후지필름 후지수퍼칼라200 - 동서컨셉트가구 |
| 1997년        | - 광동제약 - 아이베리 - OB맥주 - 카스맥주 - LG카드 |
| 1998년        | - 문화체육관광부 - 코리아 (대한민국 관광홍보) |
| 1999년        | - SK에너지 - OK캐쉬백 - 고려산업개발 - 현대모닝사이드 - 스마일폰 - 한통멀티미디어 - 크라운제과 선물세트 - 한국낙농육우협회 - 사랑의 우유 나누기 캠페인 (with 차승원) |
| 1999년~2006년 | - 코스모코스 - 꽃을든남자 (with 손예진) - 코스모코스 - 꽃을든남자 케라틴헤어팩/크리닉 코팅 칼라 - 코스모코스 - 꽃을든남자 스킨샤워 클렌징 - 코스모코스 - 멜라클리어 - 코스모코스 - 꽃을든남자 크리닉HN칼라 (with 한가인) - 코스모코스 - 뷰티크레딧 (with 안정환, 한가인) - 코스모코스 - 꽃을든남자 코엔자임Q10 화이트닝 (with 현빈) |
| 2000년        | - 3WTOUR - 베니건스 (with 유승준) - LG유플러스 - 국제전화 002 |
| 2001년~2002년 | - NH농협 - 농협공제 |
| 2002년        | - 유진테크 - 비비에스케어 (마시지기) - 상무랜드피아 (오피스텔) - 윤선생영어교실 (with 박상원) |
| 2004년        | - 한국도시개발 샤르망 (아파트) |
| 2006년        | - LG전자 - 트롬 (세탁기) - 신도종합건설 - 신도 브레뉴 (아파트) - 슈페리어 (골프웨어) - 르노코리아자동차 SM5 |
| 2009년        | - CJ제일제당 - 해찬들 고추장 - 교보생명 - 하이트진로 - 프라임MAX (with 박찬욱) |
| 2009년~2010년 | - 휘슬러코리아 - 휘슬러 (주방기구) - 에이블씨엔씨 - 미샤 (화장품) |
| 2010년        | - 피죤 (섬유유연제) - 삼성생명 (with 정지훈) - SK텔링크 - SK국제전화 00700 - 금호타이어 - 한국닌텐도 - Wii Fit Plus |
| 2011년        | - KGC인삼공사 - 정관장굿베이스 - LS네트웍스 - 프로스펙스W |
| 2012년~2014년 | - 두리화장품 - 댕기머리 (한방샴푸) |
| 2014년~2017년 | - 자이글 (웰빙가전) |
| 2014년~2024년 | - A.H.C 화장품 |
| 2015년        | - KFC 커넬샌더스코스, KFC 해피패밀리버켓 (치킨) - 유니세프 : 아름다운 여행의 마무리 편 |
| 2016년        | - 농협 목우촌 햄 (식품) |
| 2017년        | - 윈체 (창호 브랜드) - 볼보자동차코리아 - THE NEW 볼보 CROSS COUNTRY |
| 2018년        | - 롯데주류 클라우드 맥주 (with 김태리) |
| 2019년        | - 광동식품 제주삼다수 - SK바이오랜드 - 히알루론에이지 |
| 2020년        | - 프롬바이오 - 눈건강엔 빌베리플러스+/수면건강엔 락티움플러스+ |
| 2020년~2021년 | - 윌라 - 오디오북 |
| 2021년~2023년 | - 발란 - 명품 판매 플랫폼 |
| 2021년~2022년 | - 동국 - 닥터화인 건강기능식품 - 누이누아 - 아이테라 마스크 |
| 2022년~2023년 | - 피알앤디컴퍼니 - 헤이딜러 - 파커스 - 알록 패치 / UVC 쉴드박스 - 경동나비엔 - 나비엔 콘덴싱 ON AI - (주)매스프레소 - 콴다과외 |
| 2022년~       | - (주)소키씨앤티 - 씨드비 물염색 |
| 2023년~       | - 뉴트리 - 에버콜라겐 |
| 2024년~2025년 | - 샘표 - 차오차이 |
| 2024년~       | - AXA손해보험 - AXA CARE - S&A 에스앤에이 - JONS 존스 |

### 기타
| 연도 | 제목                             | 역할 | 비고     |
| ---- | -------------------------------- | ---- | -------- |
| 2016 | 《무한상사 2016: 위기의 회사원》 |      | 특별출연 |

## 기타 경력
| 연도   | 홍보대사명                                    |
| ------ | --------------------------------------------- |
| 1995년 | 마리끌레르 한국판 스페셜 에디터               |
| 2000년 | 캐릭터랜드 홍보이사                           |
| 2001년 | 성균관대학교 영상예술학부 연기예술학 겸임교수 |
| 2005년 | 사랑의 친구들 홍보대사                        |
| 2005년 | 경기영상위원회 영상위원                       |
| 2008년 | 제6회 아시아나 국제 단편영화제 특별심사위원   |

## 같이 보기
- 김완선
- 박중훈